# NGC 261
NGC 261 (другое обозначение — ESO 29-EN12) — эмиссионная туманность в созвездии Тукан. Туманность открыта 5 сентября 1826 года английским астрономом Джеймсом Данлопом, работавшим из собственного дома в Парраматте в Австралии. В 1835 году туманность наблюдал Джон Гершель из обсерватории на мысе Доброй Надежды.
Расстояние до туманности иногда оценивают примерно в 200000 световых лет. NGC 261 находится в области Малого Магелланова Облака богатой водородом, в которой идёт активное звездообразование, а сама туманность выделяется голубоватым спектром, указывающим на повышенное содержание кислорода.
Этот объект входит в число перечисленных в оригинальной редакции «Нового общего каталога».